# Valea Șesii (Bucsony község)
Valea Șesii falu Romániában, Erdélyben, Fehér megyében. Közigazgatásilag Bucsony községhez tartozik.
A községközpontból a DV30-as úton közelíthető meg, a DV23-as út Jurcuiești-tel, a DV24-es út pedig Valea Abruzellel köti össze.
Az 1956-os népszámlálás előtt Bucsony része volt. 1956-ban 291, 1966-ban 269, 1977-ben 244, 1992-ben 219, 2002-ben 174 lakosa volt, túlnyomó többségben románok.
A párizsi Rencontres du Patrimoine Europe-Roumanie egyesület 2012-ben kiadott gyűjteményében hat olyan 1880–1920 között épült házat tüntet fel, amelyek a község kulturális örökségét képezik.
A vezetékes víz bevezetésére 2017 augusztusában írták ki a közbeszerzési eljárást.